# テクノシティ浦和

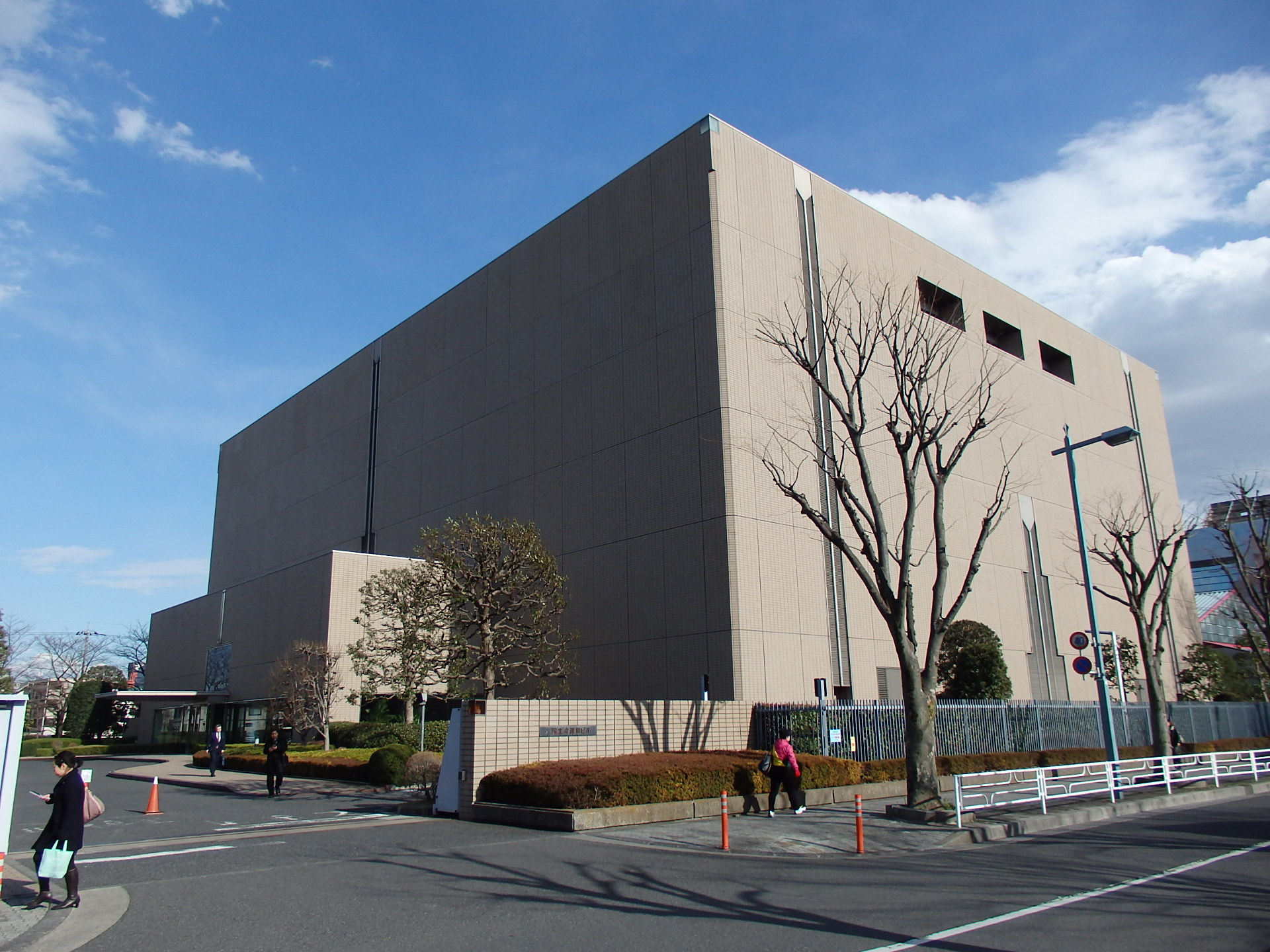
太陽生命浦和ビル

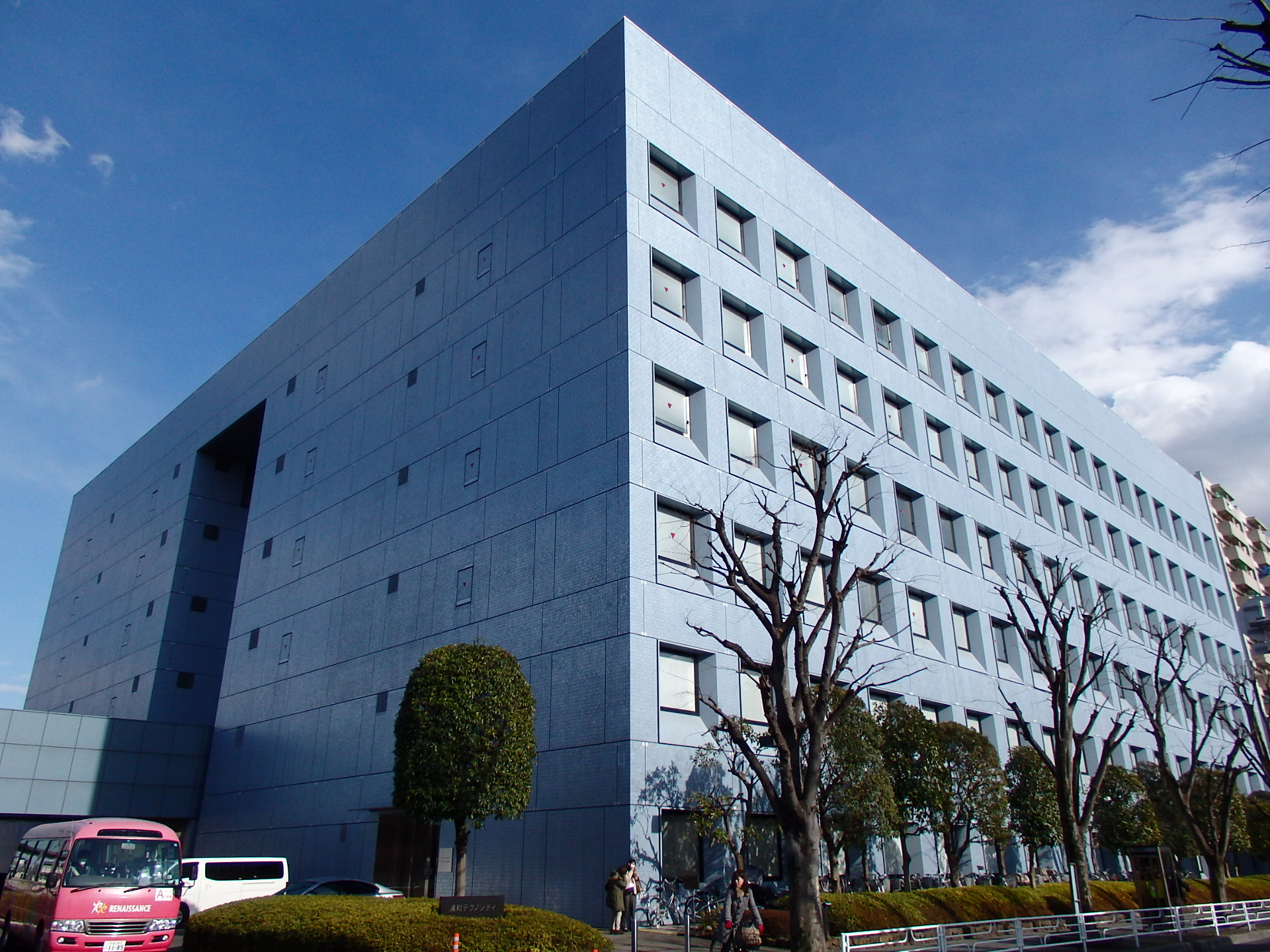
住友生命浦和テクノシティビル

テクノシティ浦和（てくのしてぃうらわ）は、埼玉県さいたま市浦和区針ヶ谷に所在する3棟の低層オフィスビルからなる業務エリア。

## 概要
大京が開発主体となり、新潟鉄工所浦和工場 跡地に1990年（平成2年）から1991年（平成3年） にかけてオフィスビル「ライオンズテクノシティ浦和 A・B・C街区」が竣工。合わせて浦和市によってさいたま市立常盤北小学校が開校された。
金融機関の勘定系システムを収容するシステムセンター・後方事務用途のビルとして開発されたため、部外者立ち入りを制限できるよう敷地の外周は柵で囲われたり、ビルに窓が無い一面があるという特徴がある。計画当初は埼玉銀行・太陽神戸銀行の電算センターが入居していたが、2002年までに主幹機能は郊外（あさひ銀行は下野市、さくら銀行は大和市）の新拠点へ移転しており、跡地はシステムインテグレーターのオフィスやデータセンターとして使われている。
A街区の西側は中央区（旧与野市）新中里と接している。周辺は住宅街であり、新中里側は低層住宅地となっているが、南北は分譲マンションや埼玉県営浦和高層住宅団地が建ち並んでいる。
北側市道と接する場所に設置されている街区標識は竣工当初の「ライオンズテクノシティ浦和」のまま残されている。なお、近接地の北浦和駅西口にビル所有の陽栄や太陽生命保険の親密先である旧太陽神戸銀行北浦和支店が存在したが、現三井住友銀行発足直前の2001年2月に浦和支店へ統合された。三井住友銀行のATMコーナーは与野駅西口に旧住友銀行時代から存在するものの、北浦和では支店撤退以降設置されていない。

## 施設
A街区
- さくら浦和ビル - さくら銀行の電算業務の拠点として建設。6階建、現在は賃貸オフィス。所有者は旧太陽銀行の不動産会社である株式会社陽栄ホールディング。
  - AGS
  - AGSビジネスコンピューター
  - AGSプロサービス
  - ローデ・シュワルツ・ジャパン サービスセンター[3]
  - りそな決済サービス
  - さくらビルサービス

B街区
T&D保険グループのシステム・契約保全関連機能を集約させている。
- 太陽生命保険浦和ビル
  - 太陽生命保険 お客様サービス部
  - T&D情報システム本社
  - T&Dカスタマーサービス本社

C街区
賃貸オフィスとして非IT系の企業・公共団体がテナント入居している。
- 住友生命浦和テクノシティビル、6階建、1991年10月完成
  - ROHDE&SCHWARZJAPAN
  - 日本年金機構埼玉事務センター
  - NTTドコモデータセンター
  - T&Dフィナンシャル生命保険
  - 日本年金機構埼玉事務センター
  - NTT東日本埼玉料金サービスセンター
- スポーツクラブルネサンス浦和店

## 周辺
- AGSビル
- 彩の国すこやかプラザ
- さいたま市立常盤中学校
- さいたま新都心

## アクセス
- JR京浜東北線与野駅西口から北浦和駅方向へ徒歩10-15分